# ترانكويليتيت
ترانكويليتيت: هو معدن سيليكات بتركيبة: (Fe 2+ ) 8 Ti 3 Zr 2 Si 3 O 24 ، ويتكون في الغالب من الحديد والأكسجين والسيليكون والزركونيوم والتيتانيوم مع أجزاء أصغر من الإيتريوم والكالسيوم. تمت تسميته على اسم Mare Tranquillitatis (بحر السكون)، وهو مكان على سطح القمر الذي تم جلب عينات الصخور منه أثناء مهمة أبولو 11 في عام 1969. كان هذا هو آخر معدن تم إحضاره من القمر والذي كان يُعتقد أنه فريد من نوعه، وليس له نظير على الأرض، حتى تم اكتشافه في أستراليا في عام 2011.

## اكتشاف
في عام 1970 ، وجد علماء المواد معدن سيليكات الحديد، Ti ، Zr- جديد غير مسمى يحتوي على أتربة نادرة و Y في عينة الصخور القمرية 10047. نُشر أول تحليل تفصيلي للمعادن في عام 1971 وتم اقتراح اسم "tranquillityite" ثم قبلته الرابطة الدولية للمعادن . تم العثور عليه لاحقًا في عينات الصخور القمرية من جميع بعثات أبولو. تم تأريخ العينات بواسطة تقنيات مسبار أيون Pb / Pb.
جنبا إلى جنب مع armalcolite و pyroxferroite ، هو واحد من المعادن الثلاثة التي تم اكتشافها لأول مرة على القمر، قبل اكتشاف الأحداث الأرضية. تم العثور على شظايا من الهدوء في وقت لاحق في شمال غرب أفريقيا، في NWA 856 نيزك المريخ .
تم العثور على التواجد الأرضي للهدوء في ستة مواقع في منطقة بيلبارا في غرب أستراليا ، في عام 2011. وتشمل الحوادث الأسترالية عددا من البروتيروزوي إلى الكمبري سن الصخر البركاني و الجابرو السدود والعتبات . ويحدث ذلك كما الحبوب فراغي مع zirconolite ، baddeleyite ، و الأباتيت المرتبطة بين نمو المرحلة في وقت متأخر من الكوارتز والفلسبار.

## الخصائص
يشكل ترانكويليتيت خطوطًا رفيعة يصل حجمها إلى 15 × 65 ميكرومترًا في الصخور البازلتية، حيث تم إنتاجها في مرحلة التبلور المتأخرة. ويرتبط هذا مع troilite ، pyroxferroite ، cristobalite والفلسبار القلوي . المعدن معتم تقريبًا ويبدو بنيًا أحمر داكنًا في بلورات رقيقة. تحتوي العينات التي تم تحليلها على أقل من 10٪ شوائب (Y ، Al ، Mn ، Cr ، Nb وعناصر أرضية نادرة أخرى) وما يصل إلى 0.01٪ (100 جزء في المليون ) من اليورانيوم . سمح وجود كمية كبيرة من اليورانيوم للعلماء بتقدير عمر الترانكيليتيت وبعض المعادن المرتبطة به في عينات أبولو 11 على أنها 3710 مليون سنة باستخدام تقنية التأريخ باليورانيوم والرصاص. 
يُعتقد أن التشعيع بواسطة جسيمات ألفا الناتجة عن تسوس اليورانيوم هو أصل البنية المتحولة غير المتبلورة في الغالب من الترانكيليت. تم الحصول على بلوراته عن طريق تلدين العينات عند 800 °م (1,470 °ف) لمدة 30 دقيقة. لم يؤد التلدين الأطول إلى تحسين الجودة البلورية، وأدى التلدين عند درجات حرارة أعلى إلى حدوث كسر تلقائي للعينات.
تم العثور مبدئيًا على البلورات ذات بنية بلورية سداسية مع معلمات شعرية، أ = 1.169 نانومتر، ج = 2.225 نانومتر وثلاث وحدات صيغة لكل وحدة خلية، ولكن فيما بعد أعاد تعيين هيكل مكعب محوره الوجه (يشبه الفلوريت ). تم تصنيع الطور البلوري الشبيه بالهدوء عن طريق خلط مساحيق الأكسيد بنسبة مناسبة، تم تحديدها من التحليل الكيميائي للعينات القمرية، وتسخين الخليط عند 1,500 °م (2,730 °ف) . لم تكن هذه المرحلة نقية، ولكنها نمت مع مركبات متعددة الفلزات.

## روابط خارجية
- مجموعة من صور Tranquillityite (المصدر: Australian Associated Press / Birger Rasmussen 2012)